# Børge Devantier
Børge Otto Devantier (22. januar  1926 i Svendborg - 3. Januar 2018 i Penetanguishene, Ontario, Canada) var en dansk håndboldspiller. 
Børge Devantier var født og opvokset i Svendborg. Sammen med sin bror Jacques Pierre Devantier spillede han på Svendborg HKs håndboldhold, der i en perioden 1946-1957 høstede store triumfer. Begge brødre blev udtaget til landsholdet og Børge Devantier nåede at lave et mål i sine to landskampe i 1952. 
Børge Devantier emigrerede i 1957 til Canada, blev mekaniker, værkfører, selvstændig, underviser og kørelærer, men spillede også i mange år både håndbold og fodbold i sit nye hjemland.